# Maria João Pires
Maria João Alexandre Barbosa Pires (ur. 23 lipca 1944 w Lizbonie) – portugalska pianistka.

## Życiorys
Gry na fortepianie uczyła się od dzieciństwa. W wieku 5 lat po raz pierwszy wystąpiła publicznie, mając 7 lat grała koncerty fortepianowe Mozarta. W latach 1953–1960 studiowała w Conservatório Nacional w Lizbonie u Camposa Coelho (fortepian) i Francine Benoît (kompozycja, teoria, historia muzyki). Edukację kontynuowała u Rosla Schmida w Monachium i Karla Engla w Hanowerze. Zdobyła II nagrodę w konkursie Jeunesses Musicales w Berlinie (1960), VI nagrodę w konkursie im. J. Vianna da Motta w Lizbonie (1966) i I nagrodę w konkursie im. Ludwiga van Beethovena w Brukseli (1970). Występowała w Europie, Afryce i Japonii. W 1986 roku dała recital w Queen Elizabeth Hall w Londynie, w tym samym roku debiutowała w Stanach Zjednoczonych z Montreal Symphony Orchestra. W 1989 roku wystąpiła w nowojorskiej Carnegie Hall. Występowała na festiwalu w Salzburgu (1991, 1996) i festiwalu w Lucernie (1992, 1996). Występowała w duecie ze skrzypkiem Augustinem Dumayem.
Jej repertuar obejmuje muzykę okresu klasycyzmu i romantyzmu, zwłaszcza utwory kameralne. Wykonywała kompozycje m.in. W.A. Mozarta, Beethovena, Schuberta, Schumanna i Chopina. W 1999 roku na należącej do siebie farmie w Belgais założyła interdyscyplinarne Centre for the Arts, gdzie organizowane są warsztaty dla młodych muzyków. Początkowo nagrywała dla wytwórni Erato, w 1989 roku podpisała kontrakt na wyłączność z wytwórnią Deutsche Grammophon. Dokonała nagrania wszystkich sonat fortepianowych Mozarta.
Odznaczona kawalerią (1983) i Krzyżem Wielkim (1998) Orderu Świętego Jakuba od Miecza oraz komandorią (1989) i Krzyżem Wielkim (2019) Orderu Infanta Henryka. W 2024 roku otrzymała nagrodę Praemium Imperiale.